# Рудак
Рудак (укр. Рудак) — посёлок,
Середина-Будский городской совет,
Середино-Будский район,
Сумская область,
Украина.
Код КОАТУУ — 5924410104. Население по переписи 2001 года составляло 48 человек .

## Географическое положение
Посёлок Рудак находится на расстоянии в 1,5 км от города Середина-Буда, в 1-м км от села Сорокино, в 1,5 км от посёлка Заречное.

## История
Точное время основания посёлка неизвестно. По утверждению местных жителей, Рудак был основан в начале 20-х годов прошлого века переселенцами из села Чернацкого. Однако в архивных документах его название встречается на несколько десятилетий раньше – к примеру, в воинских документах Ивана Яковлевича Агеева, призванного на военную службу Середино-Будским РВК Сумской области в 1941 году, дата и место рождения указано – «хутор Рудак, 1897 год» (ЦАМО, фонд №58, опись №18002, дело №1593), Ивана Парфиловича Дубинчина – «хутор Рудак, 1915 год» (ЦАМО, фонд №58, опись №18001, дело №207), Михаила Павловича Журика – «хутор Рудак, 1917 год» (ЦАМО, фонд №58, опись №18002, дело №177).
К 1923 году Рудак уже был значительным населённым пунктом и насчитывал 22 двора, в которых проживал 151 житель. В 1926 году в нём числилось 25 дворов и 153 жителя, в 1940 году – 43 двора и около 200 жителей, а в 1950-х годах – 45 дворов и 250 жителей. В послевоенные годы в посёлке работала начальная школа, клуб, детский сад и магазин.
Начиная с 60-х годов прошлого века, количество дворов и численность жителей в Рудаке начала постепенно снижаться. Если в 1989 году в нём еще проживало 45 жителей, то к 1 января 2008 году осталось всего 38 жителей.